# Regra da Ordem do Carmo
A Regra da Ordem do Carmo (ou simplesmente Regra do Carmo) foi escrita por Santo Alberto, o Patriarca de Jerusalém, entre os anos 1206–1214 para os eremitas latinos do Monte Carmelo, que vieram a ser os futuros frades carmelitas.
Foi aprovada inicialmente pelo Papa Honório III a 30 de janeiro de 1226 e confirmada pelo Papa Gregório IX a 6 de abril de 1229. No dia 1 de outubro de 1247 o Papa Inocêncio IV aprovou-a definitivamente com algumas modificações através da bula Quae honoris conditoris. A bula original se perdeu, mas há uma cópia do texto latino da Regra do Carmo nos Arquivos Secretos do Vaticano (Reg. Vat. 21,465v-466r). A bula era do tipo de documento pontifício chamado “littera sollemne bullata”, ou seja, o documento papal mais solene da época.
Com a aprovação definitiva da Regra, os carmelitas se tornaram, de direito, uma verdadeira ordem religiosa entre os mendicantes.